# Silbernes Thronjubiläum von Elisabeth II.
Das Silberne Thronjubiläum von Elisabeth II. (engl. Silver Jubilee) war im Jahr 1977 das 25. Jubiläum der Thronbesteigung der britischen Königin Elisabeth II. Aus diesem Anlass fanden Feiern in verschiedenen Commonwealth Realms statt. Elisabeth und ihr Ehemann Prinz Philip statteten Besuche in drei Dutzend Ländern ab. Höhepunkt waren die Jubilee Days im Juni, die von unzähligen Straßenfesten begleitet wurden.

## Besuche im In- und Ausland
Das eigentliche Jubiläum der Thronbesteigung wurde am 6. Februar 1977 im Rahmen von Gottesdiensten gefeiert. Dies war der Auftakt zu einer ausgedehnten Rundreise der Königin und ihres Ehemannes Prinz Philip durch verschiedene Commonwealth Realms in Ozeanien. Sie dauerte bis Ende März und war von zahlreichen offiziellen Anlässen und Begegnungen mit der Bevölkerung geprägt. Von Mitte Mai bis Mitte August reiste das Königspaar durch Großbritannien. In diesen drei Monaten besuchten sie 36 verschiedene Grafschaften in Schottland, England, Wales und Nordirland. Kein britischer Monarch vor Elisabeth II. hatte in so kurzer Zeit mehr Gegenden des Vereinigten Königreichs bereist als sie. Im Rahmen ihres Jubiläums flog sie am 7.7.77 nach Gütersloh, um anschließend zunächst eine Truppenparade in der Senne abzunehmen und anschließend Paderborn zu besuchen. Eine weitere Überseereise im Oktober führte Elisabeth und Philip durch Kanada und die Karibik.

## Hauptfeiern in London
Die Königin entzündete am 6. Juni beim Windsor Castle ein großes Freudenfeuer, als Startsignal für eine Lichterkette aus Freudenfeuern im ganzen Land. Am Morgen des 7. Juni fuhr die Königsfamilie in einem Umzug zur St Paul’s Cathedral; rund eine Million Menschen säumten die Straßen. Zu den offiziellen Gästen des dortigen Dankgottesdienstes gehörten der amerikanische Präsident Jimmy Carter und der britische amtierende Premierminister James Callaghan, ebenso alle noch lebenden ehemaligen Premierminister (Harold Macmillan, Alec Douglas-Home, Harold Wilson und Edward Heath). Es folgte ein Bankett in der Guildhall; Gastgeber war Peter Vanneck, der Lord Mayor of London. Nach dem Bankett ging der Umzug zum Buckingham Palace zurück. Rund 500 Millionen Menschen in den Staaten des Commonwealth sollen die Live-Übertragung gesehen haben. Ebenfalls am 7. Juni fanden im ganzen Land unzählige Straßenfeste statt, allein in London über 4000.
Am 9. Juni begab sich die Königin auf eine feierliche Bootsfahrt auf der Themse von Greenwich nach Lambeth, eine Nachstellung der berühmten Bootsfahrten ihrer Vorgängerin Elisabeth I. im 16. Jahrhundert. Ein großes Feuerwerk am Abend bildete den Abschluss der Jubilee Days.

## Einfluss auf die Popkultur
Das silberne Thronjubiläum hatte großen Einfluss auf die Popkultur. Am kontroversesten war die Veröffentlichung der Single God Save the Queen der Punkband Sex Pistols. Viele empfanden das Lied als Angriff auf die Königin und die Monarchie. Darin verunglimpften die Sex Pistols die Königin als Anführerin eines faschistischen Staates. Es war die am meisten zensierte Single der britischen Geschichte; die BBC und sämtliche unabhängigen Radiostationen weigerten sich, das antimonarchistische Lied zu spielen. Am 7. Juni, dem Haupttag der Jubiläumsfeierlichkeiten, gab die Band auf einem Boot auf der Themse ein Konzert, bis die Polizei das Boot enterte und einige Anwesende festnahm (die Band selbst konnte entkommen). Entgegen vielen Erwartungen erreichte God Save The Queen nicht die Spitzenposition der britischen Charts. Daraufhin gab es Gerüchte, dass die Band absichtlich auf Platz 2 gesetzt worden sei, um die Königin nicht in Verlegenheit zu bringen.

## Langfristige Auswirkungen
Verschiedene Orte wurden nach dem Silberjubiläum benannt. Die damals im Bau befindliche Fleet Line der London Underground erhielt den Namen Jubilee Line, auch wenn sie erst 1979 in Betrieb ging. Ebenfalls in London befinden sich der Jubilee Walkway und die Jubilee Gardens. Im Rahmen der Feierlichkeiten erhielt Derby den Status einer City. Der australische Maler Paul Fitzgerald schuf das einzige offizielle Porträt der Königin im Jubiläumsjahr. Zur Feier des Silberjubiläums wurden die metallenen Teile der Tower Bridge in den britischen Nationalfarben rot, weiß und blau angestrichen; dieses Farbschema blieb bis heute bestehen.